# Andrzej Orłoś
Andrzej Filip Orłoś (ur. 16 lutego 1934 w Albigowej, zm. 29 kwietnia 2018 w Bielsku-Białej) – polski jeździec, olimpijczyk.

## Życiorys
Syn Bolesława, wnuk gen. Filipa Siarkiewicza. Absolwent Liceum Ogólnokształcącego im. Stanisława Staszica w Warszawie (1951). Z wykształcenia inżynier rolnik po Wyższej Szkole Rolniczej w Olsztynie, którą ukończył w 1968. Uznawany jest za jednego z najwszechstronniejszych polskich jeźdźców. Trzykrotnie zdobywał mistrzostwo Polski: 1959 w WKKW, 1961 w ujeżdżeniu i 1964 w skokach. Był także 3-krotnym I wicemistrzem i 2-krotnym II wicemistrzem.
Startował w Igrzyskach Olimpijskich w Rzymie w 1960. W konkurencji WKKW indywidualnie zajął 17. miejsce w stawce 72 zawodników. W konkursie WKKW drużynowym polska drużyna (w składzie: Orłoś, Marian Babirecki, Marek Roszczynialski i Andrzej Kobyliński) nie została sklasyfikowana. W 1959 w Mistrzostwach Europy w drużynowym WKKW zajął 4. miejsce.

Po zakończeniu kariery zawodniczej trener i działacz. Pełnił wiele funkcji w jeździectwie polskim i międzynarodowym między innymi: wiceprezesa Polskiego Związku Jeździeckiego, trenera koordynatora PZJ oraz członka Komisji WKKW Międzynarodowej Federacji Jeździeckiej. Jako trener przygotowywał polską reprezentację WKKW do Olimpiady w Moskwie w 1980. Był także sędzią międzynarodowym w WKKW i ujeżdżeniu.

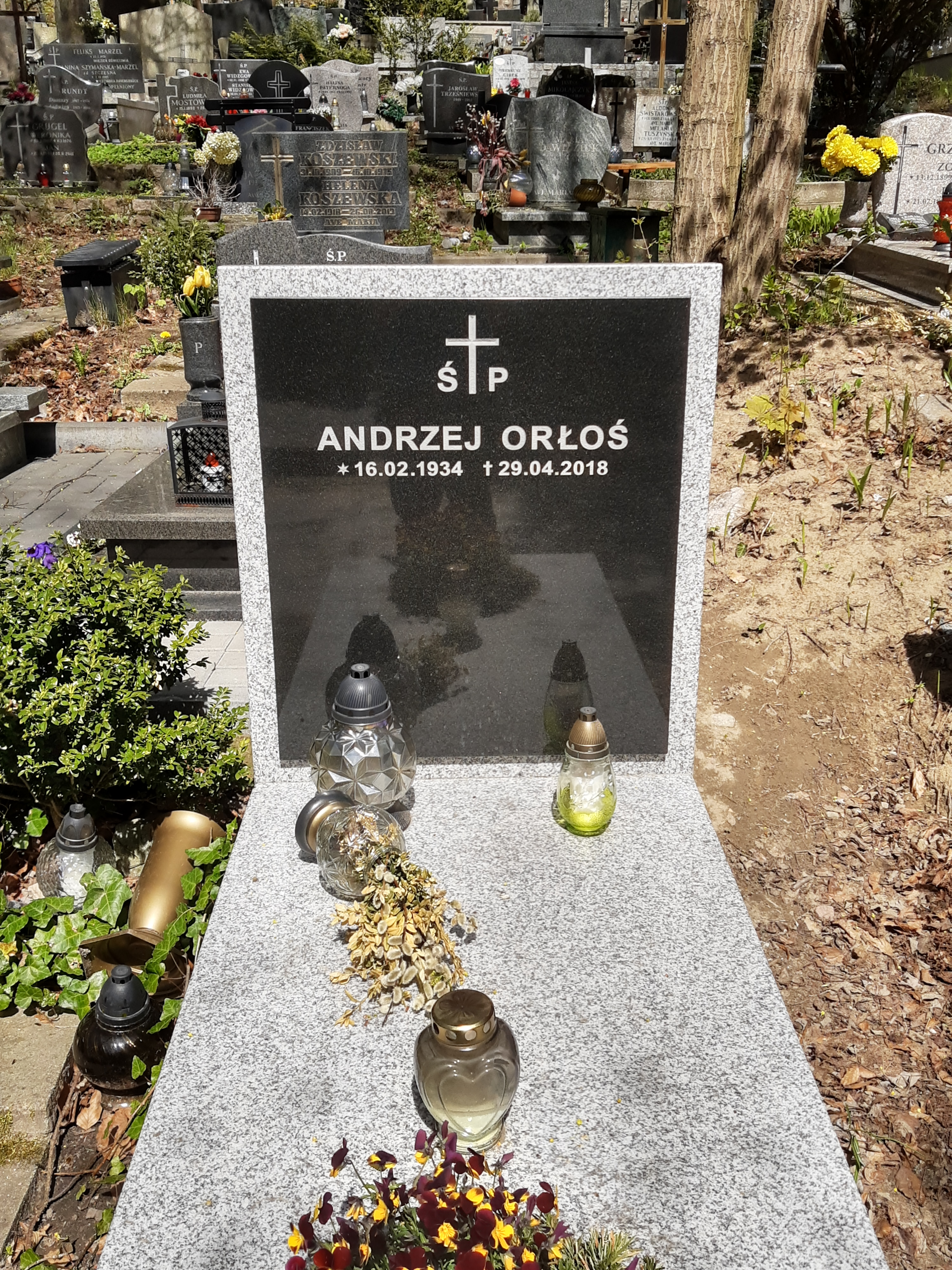
Grób Andrzeja Orłosia na cmentarzu komunalnym w Sopocie

Po zakończeniu kariery sportowej i trenerskiej pełnił funkcje dyrektora Stadniny Koni w Kadynach i Stadniny Koni w Rzecznej.
Można było zobaczyć go w filmie Jana Batorego Karino (1976), gdzie grał rolę sędziego w zawodach (były to zawody rzeczywiste, podczas których, na potrzeby filmu, dodano odpowiednie wątki).
Pochowany na cmentarzu komunalnym w Sopocie (kwatera N10-5-5).